# Salim bin Thuwaini
Salim bin Thuwaini (in arabo  سيّد سالم بن ثويني آل-سعيد‎?; Mascate, 1839 – Hyderabad, 7 dicembre 1876) è stato sultano di Mascate e Oman dal 1866 al 1868.

## Biografia
Salim bin Thuwaini nacque a Mascate nel 1839 ed era figlio del sultano Thuwayni bin Sa'id e di sua moglie Sayyida Ghaliya bint Salim Al Bu Sa'idi.
L'ascesa al trono di Salim bin Thuwaini fu quanto mai discussa in quanto egli era succeduto al padre dopo che quest'ultimo era stato assassinato e alcuni paventavano Salim quale mandante di questo assassinio in quanto il delitto era stato commesso con una pistola mentre il sultano dormiva nel suo palazzo al forte di Sohar. Il suo regno fu fin dall'inizio dunque molto contrastato a tal punto che fu costretto a mandare degli inviati a Bombay al fine di sollecitare il rinnovo delle relazioni tra il governo di Muscat e quello inglese e di organizzare la protezione dell'area del sultanato. Gli inglesi assolsero Salim dall'accusa di parricidio e sostennero pertanto il suo governo, ovviamente con l'intento di trarne vantaggi economici a Muscat.
Il riconoscimento al trono di Salim, ad ogni modo, non poté impedire che suo zio, Turki, perseguisse il suo desiderio di detronizzarlo. L'opposizione crebbe rapidamente e l'instabilità della situazione portò ad un indebolimento delle forze di governo che già erano sofferenti per il mancato pagamento del tributo annuale da parte di Zanzibar che stava completando il proprio processo d'indipendenza. Nel settembre del 1868, Azzan bin Qais imparentato col sultano si propose come suo principale oppositore, comandando un seguito in una serie di attacchi ai forti di Barkah, Mutrah e Mascate, costringendo Salim alla fuga. L'11 ottobre 1868 il sultano Selim si imbarcò sulla sua nave, la Prince of Wales predispostagli dagli inglesi nel porto di Muscat e si diresse verso Bandar Abbas ove soggiornò negli anni successivi tentando di riprendere il controllo sui propri domini in diversi momenti tra l'ottobre del 1868 ed il marzo del 1869; l'ultimo di questi tentativi venne effettuato nel 1873, durante il regno di suo zio Turki bin Said. Cambiati però i periodi, gli inglesi avevano formalmente riconosciuto Turki come legittimo sultano dell'Oman e Salim venne pertanto arrestato e espatriato a bordo della HMS Daphne e portato in esilio a Hyderabad dove morì di vaiolo il 7 dicembre 1876.